# Богатырёв, Пётр Григорьевич
Пётр Григо́рьевич Богатырёв (16 (28) января 1893, Саратов — 18 августа 1971, Москва) — советский фольклорист, этнограф, переводчик. Доктор филологических наук, профессор МГУ. Отец поэта и переводчика Константина Богатырёва.

## Биография
Отец, Григорий Степанович Богатырёв, был золотых и серебряных дел мастером крестьянского происхождения, а мать — Наталья Игнатьевна (урождённая Валыгина), получила звание «частной начальной учительницы». За успехи в учёбе в начальной школе получил городскую стипендию на обучение (1904—1912) во 2-й Саратовской гимназии, которую окончил с серебряной медалью. Ещё в гимназические годы Богатырёв, по воспоминанием Р. Якобсона, увлёкся художественным чтением (получил награду за артистическое чтение пушкинского «Гусара»).
В 1918 году, после окончания историко-филологического факультета I МГУ, работал в Саратовском университете (1919—1921) на кафедре, возглявляемой Б. М. Соколовым. В 1918—1919 годах — сотрудник Библиотечного отдела Наркомпросса. Член-учредитель Московского лингвистического кружка.
В 1922—1939 годах работал референтом и переводчиком в советском полпредстве в Чехословакии, а также преподавал в Братиславском университете. В 1923—1926 годах во время экспедиций от Чешской Академии наук собрал, описал и проанализировал «обряды, связанные с праздниками годового календарного цикла, с родинами и крестинами, браком, похоронами, а также поверья о сверхестественных существах…». Входил в  Пражский лингвистический кружок (1926), где ознакомился с теорией и практикой чехословацких структуралистов. В это же время познакомился и сотрудничал с крупными фольклористами Чехословакии (Ф. Вольманом, И. Гораком, Ч. Зибртом, И. Поливкой), Польши (Ю. Кжижановским, К. Мошиньским), Болгарии (Хр. Вакарельским, С. Романовским, А. Стоиловым), Югославии (М. Гавацци, И. Графенауером, М. Мурко).  В 1928—1939 годах выполнял задание Государственного литературного музея (Москва): по поручению директора В. Д. Бонч-Бруевича собирал материалы в архивах Чехословакии, Австрии, Германии, Дании.
В 1931—1933 годах в Центре изучения славянских культур и славянских языков Мюнстерского университета (Германия) и. о. доцента Богатырёв вёл со студентами занятия по русской, украинской и словацкой этнографии.
После расчленения Чехословакии вернулся в СССР в 1940 году, стал профессором МГУ, заведовал кафедрой фольклора в Московском институте философии, литературы и истории. С осени 1940 года читал два курса: «Введение в славяноведение» и «Фольклор славян». 
В 1941 году защитил в МИФЛИ диссертацию на степень доктора филологических наук на основе книги «Народный театр чехов и словаков», стал профессором этого института.
Вместе с МИФЛИ был эвакуирован в Ашхабад, где после слияния института с МГУ заведовал кафедрой фольклора в университете, читал там и в местном педагогическом институте курс фольклора.
С 1943 года — заведующий Сектором фольклора Института этнографии АН СССР, одновременно преподавал в МГУ и Дипломатической школе МИДа. С 1944 по 1948 год П. Г. Богатырёв заведовал Фольклорной комиссией Института этнографии АН СССР.
С 1947 года заведовал кафедрой фольклора филологического факультета МГУ.
В феврале 1948 года на волне борьбы с космополитизмом на заседании Учёного совета Института этнографии обвинён в следовании взглядам «наиболее реакционной, наиболее активной из современных зарубежных буржуазных школ», уволен из Института этнографии АН СССР, а затем из МГУ. В 1952—1959 годах преподавал в Воронежском государственном университете. Во время «ссылки» в Воронеж вступил в Союз писателей СССР (1956).
В 1958—1963 годах — старший научный сотрудник ИМЛИ АН СССР. В 1964 году вновь стал профессором филологического факультета МГУ. Подготовил многих блестящих учеников, среди которых Пётр Ухов, Виктор Гусев, С. В. Никольский, Э. В. Померанцева.
Умер в 1971 году. Похоронен на Востряковском кладбище.

## Творчество и научная деятельность
Научную деятельность Богатырёв начал как исследователь народных обрядов и магических действий. К первому экспедиционному периоду в научной деятельности Богатырёва относятся студенческие поездки 1915—1919 годов. В мае—июне 1915 года П. Г. Богатырёв, Н. Ф. Яковлев и Р. О. Якобсон проводили исследование диалектов и устной традиции Верейского уезда Московской губернии, в ходе которого было «записано около двухсот сказок, вместе с большим количеством песен, примет, пословиц, загадок, верований, ритуалов и обычаев». Он совершил несколько научных экспедиций в Закарпатье, результаты которых были обобщены в книге «Магические действия, обряды и верования Закарпатья» (1929). Также занимался изучением народного театра, сравнительным анализом фольклора различных славянских народов.
Перу Богатырёва принадлежит более трёхсот работ, посвящённых народному театру, поэтике и семиотике фольклора. Его работы были опубликованы на русском, чешском, английском, немецком и французском языках. Был редактором и одним из авторов учебника «Русское народное поэтическое творчество».
Пётр Богатырёв — автор первого, ставшего классическим, перевода с чешского  романа Ярослава Гашека «Похождения бравого солдата Швейка».
"Русский Малиновский", - называл его Ю. Березкин.

## Признание
- Доктор honoris causa Карлова университета (Прага, 1968)
- Почётный доктор университета Яна Амоса Коменского (Братислава, 1969)

## Основные работы
- Верования великоруссов Шенкурского уезда (из летней экскурсии 1916 г.) // «Этнографическое обозрение», год изд. XXVIII, кн. 111—112. — М., 1918. — № 3—4.
- Славянская филология в России за годы войны и революции. — Берлин, 1923 (совм. с P.O. Якобсоном).
- Чешский кукольный и русский народный театр. — Берлин—Петербург: Изд-во «ОПОЯЗ», 1923. — 126 с.
- К вопросу об этнологической географии // Slavia, ročn. VII. — Praha, 1928—1929.
- Actes magiques, rites et croyances en Russie subcarpathique. Paris, 1929.
- Ethnographische Praxis. Erfahrungen eines Feldethnographen in Ruland und Karpathoruland // Slavische Rundschau. Praha, 1930. Jahrgang II. [№ 5.] — S. 331—337.
- «Полазник» у южных славян, мадьяр, поляков, словаков и украинцев. Опыт сравнительного изучения славянских обрядов // Lud Slowianski, III, zesz. I, В (etnografija). — Krakow, 1933; zesz. 2, В (etnografija). — Krakow, 1934.
- Funkcie kroja na Moravskom Slovensku. Turčiansky Sv. Martin: Matica slovenská, 1937. — 76 p.
- Lidové divadlo české a slovenské / Petr Grigor'jevič Bogatyrev. — V Praze: Borový; Národopisná společnost českoslovanská, 1940. — 314 s., fot.
- Фольклорные сказания об опришках Западной Украины // Советская этнография, 1941. — Т. 5. —  С. 59—80.
- Словацкие сказки / Сост. П. Г. Богатырёв. — М., 1949. — 179 с. (2-е изд. — 1950; 3-е изд. — 1955).
- Русское народное поэтическое творчество: Уч. пособие. М., 1954 (редактор).
- Некоторые задачи сравнительного изучения эпоса славянских народов. (Доклад на IV Международном съезде славистов). — М.: Изд-во Академии Наук СССР, 1958. — 50 с.
- Словацкие эпические рассказы и лиро-эпические песни: «Збойницкий цикл» / П. Г. Богатырёв; Академия наук СССР, Институт мировой литературы им. А. М. Горького. — М.: Издательство Академии наук СССР, 1963. — 192 с.
- Проблемы изучения материальной и духовной культуры населения Карпат // Советская Этнография, 1964 г. — № 4,  — С. 126 — 135.
- Вопросы теории народного искусства. — М.: Искусство, 1971. — 544 с.
- Художественные средства в юмористическом ярмарочном фольклореf Архивная копия от 15 марта 2022 на Wayback Machine // Вопросы теории народного искусства. — М., 1971. — С. 450—496.
- Летучий корабль. Славянские сказки / Сост. П. Богатырёв и А. Нечаев. — М.; Л., 1948. — 79 с.